# جوناثان كارول
جوناثان كارول (بالإنجليزية: Jonathan Carroll)‏‏ (26 يناير 1949 في نيويورك - ) كاتب، وروائي من الولايات المتحدة.

## روابط خارجية
- جوناثان كارول على موقع IMDb (الإنجليزية)
- جوناثان كارول على موقع ألو سيني (الفرنسية)
- جوناثان كارول على موقع كينوبويسك (الروسية)